# Deflector de explosão
Defletor de explosão é um dispositivo de segurança que redireciona o escape de alta energia a partir de um motor a jato, para evitar danos e ferimentos. A estrutura deve ser forte o suficiente para suportar o calor e correntes de ar de alta velocidade, bem como poeira e detritos transportados pelo ar turbulento. Sem um defletor, a explosão do jato pode ser perigosa para as pessoas, equipamentos e outros aviões.
Defletores de explosão podem variar em complexidade de betão estacionárias, cercas de metal ou fibra de vidro para painéis pesados que são levantados e abaixados por braços hidráulicos e ativamente refrigerado. Defletores de explosão podem ser usados como proteção de helicópteros e aeronaves de asa e de escape de motores de foguete.
Um defletor de jato é muitas vezes chamado simplesmente de um "defletor de explosão", no entanto, este termo tem outros usos. Na artilharia, o termo refere-se a um dispositivo que protege a tripulação da explosão do cano de um revólver. 
A alta energia do escape de motores a jato pode causar danos e prejuízos. Sabe-se que as explosões a jato conseguem arrancar árvores, quebrar janelas, derrubar automóveis e caminhões, destruir estruturas mal edificadas e ferir pessoas. Correntes de ar com a força de um furacão, que se deslocam a velocidades de até 100 nós (190 km/h /120 mph), foram medidos por trás do maior jato de aeronaves. Um Boeing 777, com dois motores General Electric GE90, se combinam para criar uma força de cerca de 90000 quilogramas de força. Este nível de força é alta o suficiente para matar. Para evitar esses problemas, defletores de explosão devem estar no seu lugar.